# Museu de Arte Radishchev (Saratov)
O Museu de Arte Radishchev (em russo: Саратовский художественный музей имени А. Н. Радищева) é um museu de arte localizado na cidade de Saratov, no oblast homônimo, na Federação Russa.
O museu foi fundado em 1878 pelo pintor Alexey Bogolyubov (1824-1896) e recebeu o nome de seu avô, o escritor Alexander Radishchev (1749-1802). Era na época de sua fundação o primeiro museu importante fora do núcleo São Petersburgo-Moscou e o primeiro dedicado exclusivamente à arte, já que a Galeria Tretiakov abriria apenas sete anos depois, e o Museu Pushkin de Belas Artes, quinze anos depois. Ele se instalou neste edifício construído para esse próprio propósito, de acordo com os planos de Ivan Strom, e abriu suas portas ao público em 1885. O museu foi beneficiado com doações de Alexandre III da Rússia e da Academia de Artes da Rússia e também indivíduos particulares como Pauline Viardot-García.
Hoje, com suas vinte mil peças, é um dos mais importantes museus de arte do país.